# Фраймут, Уве
Уве Фраймут (нем. Uwe Freimuth; род. 10 сентября 1961, Ратенов, Бранденбург) — немецкий легкоатлет, специалист по многоборьям. Выступал за сборную ГДР по лёгкой атлетике в 1980-х годах, четырёхкратный чемпион национального первенства, победитель Кубка мира в личном и командном зачётах, участник летних Олимпийских игр в Сеуле. Также известен как тренер, преподаватель, спортивный функционер.

## Биография
Уве Фраймут родился 10 сентября 1961 года в городе Ратенов, ГДР. Брат-близнец Йорга Фраймута, так же добившегося больших успехов в лёгкой атлетике.
Впервые заявил о себе на взрослом международном уровне в сезоне 1981 года, когда вошёл в состав восточногерманской национальной сборной и побывал на Кубке Европы по легкоатлетическим многоборьям в Бирмингеме, откуда привёз награды бронзового и серебряного достоинства, выигранные в личном и командном зачётах соотеветственно.
В 1983 году с результатом в 8433 очка занял четвёртое место на впервые проводившемся чемпионате мира по лёгкой атлетике в Хельсинки. На последовавшем Кубке Европы в Софии выиграл индивидуальное первенство и помог своим соотечественникам стать серебряными призёрами в командном первенстве.
В 1984 году стал чемпионом ГДР в десятиборье, на соревнованиях в Потсдаме установил национальный рекорд страны, набрав 8792 очка (с этим результатом находится в числе десяти сильнейших десятиборцев мира всех времён).
На Кубке Европы 1985 года в Крефельде был седьмым и вторым в личном и командном зачётах соответственно.
В 1986 году показал шестой результат на чемпионате Европы в Штутгарте и седьмой результат на Играх доброй воли в Москве.
В 1987 году на Кубке Европы в Базеле стал вторым в индивидуальном первенстве и вместе со сборной ГДР выиграл командное первенство.
Благодаря череде удачных выступлений удостоился права защищать честь страны на летних Олимпийских играх 1988 года в Сеуле — набрал в сумме всех дисциплин десятиборья 7860 очков, расположившись в итоговом протоколе соревнований на 18-й строке.
После завершения спортивной карьеры работал тренером по лёгкой атлетике в клубе «Форвертс» в Потсдаме. В 1995—1998 годах тренировал десятиборцев и прыгунов в высоту национальной сборной Малайзии. Позже проявил себя в спортивной науке, преподавал в Вюрцбургском университете, в 2002 году защитил докторскую диссертацию. В 2007 году вновь уехал в Малайзию, возглавлял отдел планирования спортивного института в Куала-Лумпуре. В 2009—2011 годах представлял Олимпийскую спортивную конфедерацию Германии во Вьетнаме, занимал должность технического директора Вьетнамской легкоатлетической федерации. С 2016 года как профессор преподавал спортивный менеджмент в Школе бизнеса и информационных технологий в Берлине, Гамбурге и Изерлоне.
Его сын Рико Фраймут тоже стал достаточно известным десятиборцем, серебряный и бронзовый призёр чемпионатов мира, участник двух Олимпийских игр.